# Yellandu
Yellandu là một thị xã và là một nagar panchayat của quận Khammam thuộc bang Andhra Pradesh, Ấn Độ.

## Địa lý
Yellandu có vị trí 17°36′B 80°20′Đ / 17,6°B 80,33°Đ Nó có độ cao trung bình là 205 mét (672 feet).

## Nhân khẩu
Theo điều tra dân số năm 2001 của Ấn Độ, Yellandu có dân số 42.417 người. Phái nam chiếm 50% tổng số dân và phái nữ chiếm 50%. Yellandu có tỷ lệ 70% biết đọc biết viết, cao hơn tỷ lệ trung bình toàn quốc là 59,5%: tỷ lệ cho phái nam là 78%, và tỷ lệ cho phái nữ là 62%. Tại Yellandu, 11% dân số nhỏ hơn 6 tuổi.